# Zoïle d'Alexandrie
Zoïle d'Alexandrie est nommé Patriarche d'Alexandrie entre  540 et juillet 551.

## Contexte
Zacharie le Rhéteur raconte comment Paul d'Alexandrie a été impliqué dans un meurtre. Il fut par conséquent déposé et remplacé par un certain Zoilus ou Zoïle en 539/540 et comment Acacius était l'officier militaire chargé de protéger Zoilus de l'hostilité de la population d'Alexandrie. Zacharie détaille comment: « Ephraïm d'Antioche a été envoyé à Alexandrie, et Abraham Bar Khili [l'a accompagné] ; et, alors qu'ils traversaient la Palestine, ils ont emmené avec eux un moine nommé Zoilus. Et ils sont allés à Alexandria et ont enquêté sur l'action de Paul; puis ils l'ont chassé de son siège et ont intronisé Zoilus, un synodite, dans la ville; et afin de protéger cet homme de la violence [des] gens de la ville, ils ont nommé Acacius Bar Eshkhofo d'Amida tribun des Romains là-bas. »